# Ибн Муфлих
Аль-Кади Шамсу-д-дин Абу Абдуллах Мухаммад ибн Муфлих ад-Димашки, известный как Ибн Муфлих (араб. ابن مفلح‎; 1308 — 1362, Дамаск) — исламский богослов, правовед ханбалитского мазхаба, шейх ханбалитов своего времени, автор трудов в области шариатских наук.

## Биография
Его полное имя: Шамсу-д-дин Абу Абдуллах Мухаммад ибн Муфлих ибн Мухаммад ибн Муфлих ар-Рамини аль-Макдиси ад-Димашки ас-Салихи (араб. شمس الدين أبي عبد الله محمد بن مفلح بن محمد بن مفلج الراميني المقدسي الدمشقي الصالحي‎). Родословная Ибн Муфлиха проистекает из деревни Рамин, находившейся неподалеку от Наблуса в Палестине. Родился там же, а по другой информации в Иерусалиме. Относительно даты его рождения существует разногласие. Некоторые биографы называют датой его рождения 1306, 1307, 1308 год. В других источниках упоминается дата позднее 1310 года.
Вместе с семьёй переехал в Дамаск в довольно раннем возрасте. Ибн Муфлих рос в религиозной семье. Его отец Муфлих ибн Мухаммад был очень набожным человеком, и дал сыну блестящее воспитание и начальное образование. Ибн Муфлих в раннем возрасте читал и заучивал Коран, посещал собрания известных богословов своего времени. Учителя описывали его как старательного и умного молодого человека.
Ибн Муфлих был женат на дочери Джамалю-д-дина аль-Мардави (1300-1367). От этого брака у него было семеро детей (пять мальчиков и две девочки). Сходство некоторых имён среди потомков Ибн Муфлиха может привести к путанице, особенно в отношении тех, кого зовут Бурхану-д-дин Ибрахим, которых пять.
Ибн Муфлих умер в Дамаске второго числа месяца раджаб в 1361 году в своём доме. Похоронен на склоне горы Джебель-Касиюн неподалеку от могилы имама Ибн Кудамы. На его похоронах присутствовало огромное количество людей.

## Богословская деятельность
Присутствовал на уроках Исы ибн Абду-р-Рахмана аль-Мутъыма, который умер в 1317 году, когда Ибн Муфлиху было всего 12 лет. Он также посещал уроки кадия Шамсу-д-дина ибн Мусалляма, Ибн Таймии и был одним из лучших учеников последнего. Среди его учителей также были: Ибн аш-Шахна, Ибн Фувайра, Бурхану-д-дин Ибрахим аз-Заръи Ад-Димашки, Хафиз аль-Миззи, аз-Захаби, Такию-д-дин ас-Субки, Джамалю-д-дин Юсуф аль-Мардави и др.
Достигнув уровня имама, сам начал преподавать и передавать свои знания. Преподавательскую деятельность вёл в Дамаске в трёх ханбалитских медресе: аль-Джавзийя, аль-Хасибийя и аль-Умария. Среди его учеников были: Ибн Таххан аль-Ханбали, Зайну-д-дин аль-Анабтави, Мухаммад ибн Ибрахим аль-Джарбарани, Шарафу-д-дин Мухаммад аль-Мардави, Фахру-д-дин Али аль-Макдиси, Ибрахим ибн Исмаиль аль-Макдиси ан-Наблюси, его сын Бурхану-д-дин Ибрахим и др.
Ибн Муфлиха является автором следующих сочинений:
1. Аль-Фуру — книга по ханбалитскому мазхабу,
2. аль-адаб аш-шаръийа — книга об исламской этике,
3. Усуль аль-фикх — книга по усуль аль-фикху,
4. ан-Нукат ва-ль фаваид ас-сания аля мушкили-ль мухаррар ли-Ибн Таймийа[1].

В дошедших до нас сочинениях Ибн Муфлиха сохранилось много информации из утерянных работ ранних ханбалитов.